# Grupo de los Amigos de Olivenza
El Grupo de los Amigos de Olivenza-Sociedad patriótica (GAO, o Grupo dos Amigos de Olivença-Sociedade Patriótica en portugués) es una organización irredentista portuguesa, con sede en Lisboa. Constituida en 1938, promueve acciones para reivindicar la pertenencia a Portugal de los municipios españoles de Olivenza y Táliga y conseguir su retrocesión a dicho país.

## Historia
Fue fundada en Lisboa el 15 de agosto de 1938, bajo la designación de Sociedade Pró-Olivença, a iniciativa de Ventura Ledesma Abrantes, librero, y de Amadeu Rodrigues Pires y Francisco de Sousa Lamy, comerciantes estos últimos. La asociación tuvo buena acogida dentro del nacionalismo que se respiraba en un Portugal salazarista y en 1945 tomó cuerpo con la denominación actual. Entre sus cuarenta socios fundadores figuraban nombres muy relevantes de la dictadura, como el general Humberto Delgado, el profesor Doutor Queiroz Veloso, el general Ferreira Martins, João Afonso Corte-Real, el general Raul Esteves, Luís Lupi, Paulo Caratão Soromenho y José Pontes.
Tras la Revolución de los Claveles y la llegada de la democracia a Portugal, el grupo entró en crisis al faltarle el apoyo que había recibido del Estado. En los últimos tiempos ha protagonizado acciones reivindicativas (cartas a periódicos, manifestaciones, etc.) por parte de jóvenes militantes, sin recurrir a acciones violentas.
Integrado en el GAO está el Comité Olivenza Portuguesa, con sede en Estremoz (Portugal).